# Galea
Galea é um gênero de roedor da família Caviidae, com 3 a 4 espécies reconhecidas atualmente e exclusivo da América do Sul. No Brasil, existem principalmente no cerrado e caatinga do nordeste do país. É conhecido popularmente como preá e bengo, nome comum à outras espécies de roedores.

## Etimologia
"Preá" se originou do termo tupi apere'á.

## Espécies
As espécies de Galea e suas variações existentes (subespécies) são muito parecidas entre si, o que tem gerado confusão e bastante debate entre pesquisadores taxonomistas. Tradicionalmente são consideradas 4 espécies existentes. No entanto, através de uma pesquisa ampla realizada em 2008, foi considerado que Galea flavidens seja na verdade apenas uma variante de Galea spixii.
- Galea spixii (Wagler, 1831), com distribuição ampla. Habita Brasil, Paraguai, e Bolívia. Foi descoberta pelo naturalista alemão Spix.[1]
- Galea flavidens (Brandt, 1835).  Descrita ocorrendo apenas em uma localidade de Minas Gerais. No entanto, pesquisas  indicam que essa espécie na verdade seja apenas um sinônimo taxonômico de Galea spixii, considerada então apenas uma variação desta espécie[1].
- Galea musteloides Meyen, 1832. Ocorre em áreas abertas do sul do Peru, Bolívia, Argentina e norte do Chile.[1]
- Galea monasteriensis Solmsdorff, Kock, Hohoff & Sachser, 2004. Ocorre apenas na Bolívia[1][4].